# Phyu War Thet
Phyu War Thet (1985) è una mezzofondista birmana.

## Palmarès
| Anno | Manifestazione              | Sede              | Evento        | Risultato | Prestazione | Note                                     |
| ---- | --------------------------- | ----------------- | ------------- | --------- | ----------- | ---------------------------------------- |
| 2001 | Giochi del Sud-est asiatico | Kuala Lumpur      | 1500 m piani  | Bronzo    | 4'26"64     |                                          |
| 2003 | Giochi del Sud-est asiatico | Hanoi             | 1500 m piani  | 5ª        | 4'51"13     |                                          |
| 2003 | Giochi del Sud-est asiatico | Hanoi             | 5000 m piani  | Argento   | 16'10"57    |                                          |
| 2003 | Giochi del Sud-est asiatico | Hanoi             | 10000 m piani | 5ª        | 35'34"37    |                                          |
| 2004 | Mondiali juniores           | Grosseto          | 5000 m piani  | 15ª       | 18'07"91    |                                          |
| 2007 | Giochi del Sud-est asiatico | Nakhon Ratchasima | 5000 m piani  | Bronzo    | 16'27"10    |                                          |
| 2011 | Giochi del Sud-est asiatico | Palembang         | 1500 m piani  | 4ª        | -           |                                          |
| 2011 | Giochi del Sud-est asiatico | Palembang         | 5000 m piani  | Argento   | 16'12"23    |                                          |
| 2013 | Giochi del Sud-est asiatico | Palembang         | 1500 m piani  | Argento   | 4'27"01     |                                          |
| 2013 | Giochi del Sud-est asiatico | Palembang         | 5000 m piani  | Oro       | 16'06"01    |                                          |
| 2013 | Giochi del Sud-est asiatico | Palembang         | 10000 m piani | Argento   | 34'39"32    |                                          |
| 2014 | Giochi asiatici             | Incheon           | 1500 m piani  | 12ª       | 4'32"84     |                                          |
| 2014 | Giochi asiatici             | Incheon           | 5000 m piani  | 14ª       | 16'52"56    |                                          |
| 2015 | Giochi del Sud-est asiatico | Singapore         | 1500 m piani  | Bronzo    | 4'33"25     |                                          |
| 2015 | Giochi del Sud-est asiatico | Singapore         | 5000 m piani  | Bronzo    | 16'54"71    |                                          |
| 2019 | Campionati asiatici         | Doha              | 1500 m piani  | 16ª       | 4'42"91     | Miglior prestazione personale stagionale |
| 2019 | Campionati asiatici         | Doha              | 5000 m piani  | 10ª       | 17'22"69    | Miglior prestazione personale stagionale |

## Altre manifestazioni internazionali
2004
- 4ª alla Maratona di Hong Kong ( Hong Kong) - 2h52'25"